# Gaetano Brunetti
Gaetano (lub Cayetano) Brunetti (ur. 1744 przypuszczalnie w Fano, zm. 16 grudnia 1798 w Colmenar de Oreja koło Madrytu) – włoski kompozytor i skrzypek, przez większość życia tworzący w Hiszpanii.
Uczył się gry na skrzypcach u Carlo Tessariniego w Urbino, później natomiast u Pietro Nardiniego w Livorno. W wieku 16 lub 17 lat wyjechał do Madrytu. Od 1767 roku występował jako skrzypek w orkiestrze dworskiej króla Karola III i uczył muzyki księcia Asturii, późniejszego króla Karola IV. Od 1779 roku przebywał w Aranjuez, po wstąpieniu na tron Karola IV w 1788 roku został jednak wezwany ponownie do Madrytu, gdzie mianowano go dyrygentem nadwornej orkiestry królewskiej. Pozostał na tym stanowisku do śmierci.
Jego dorobek obejmuje około 450 utworów. Skomponował m.in. symfonie, uwertury, tańce, arie koncertowe, sekstety, kwintety, kwartety smyczkowe, tria, sonaty kameralne, utwory sakralne oraz dwie opery (Faeton 1762 i Jason 1768; obydwie zaginione).